# Pseudocomeron
Pseudocomeron – rodzaj chrząszczy z rodziny kózkowatych i podrodziny zgrzypikowych. 

## Zasięg występowania
Przedstawiciele tego rodzaju występują na Filipinach.

## Systematyka
Do Pseudocomeron należą 2 gatunki:
- Pseudocomeron luzonicum
- Pseudocomeron vitalii